# Психеделичен транс
Психеделичен транс (на английски: Psychedelic trance), сайтранс (на английски: Psytrance) или сай (на английски: Psy) е поджанр на транс музиката, чиято композиционна форма включва наслагването на мелодически линии върху многократно повтарящи се метро-ритмични фрази в бързо темпо.